# نقش فرانسه در نسل‌کشی رواندا

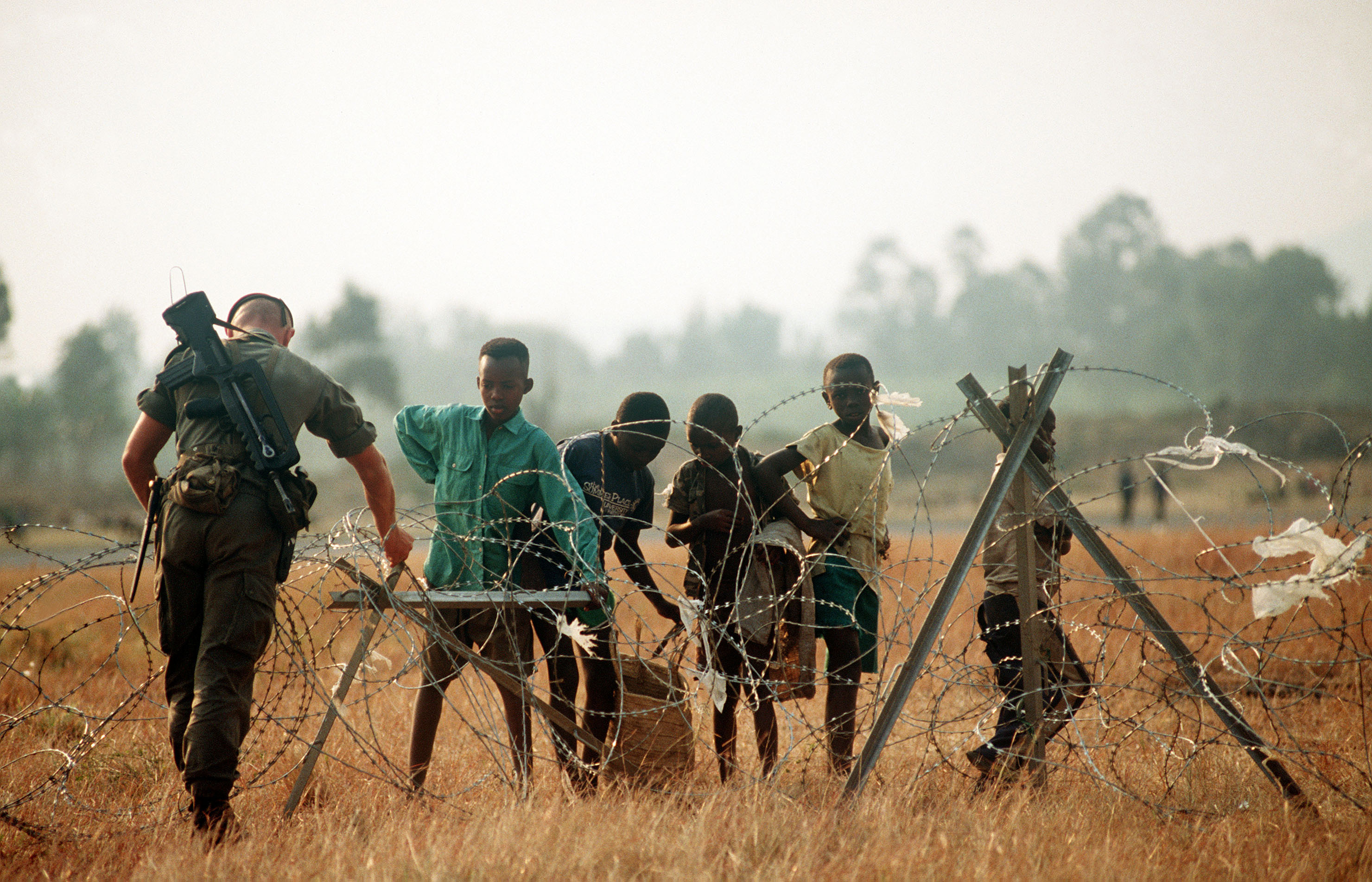
یک تفنگدار فرانسوی، بخشی از نیروهای بین‌المللی پشتیبانی‌کننده برای امدادرسانی به پناهندگان رواندا، در حال بررسی سیم خاردارهای اطراف فرودگاه

نقش فرانسه در نسل‌کشی رواندا در سال ۱۹۹۴ بحث و جدال بسیاری در داخل و خارج فرانسه و رواندا به دنبال داشته‌است. فرانسه به‌طور فعال از دولت جووینال هابیاریمانا علیه جبهه میهنی رواندا که عمدتاً متشکل از توتسی‌ها بود حمایت می‌کرد. این جبهه از سال ۱۹۹۰ در جنگ داخلی رواندا فعال بود و هدف آن احیای حقوق توتسی‌های رواندا در داخل رواندا و تووتسی‌های در تبعید کشورهای همسایه بود. سیاست ضدتوتسی بیش از چهار دهه در رواندا جریان داشت و منجر به پناهندگی توتسی‌ها در کشورهای همسایه شده بود. فرانسه سلاح و آموزش نظامی در اختیار شبه‌نظامیان جوان هابیاریمانا، اینتراهاموه و ایمپوزاموگابی قرار می‌داد. سلاح‌ها و آموزش‌های مذکور که از اصلی‌ترین ابزارهای دولت برای عملیاتی کردن نسل‌کشی توتسی ها پس از ترور جووینال هابیاریمانا و سایپرین نتاریامیرا در ۶ آوریل ۱۹۹۴ بودند.
رئیس جمهوری فرانسه و اطرافیانش در سال‌هایی که رواندا به سوی نفرت قومی پیش می‌رفت، توتسی‌ها و به‌ویژه سازمان نظامی سیاسی این گروه «نژادی» یعنی «جبهه خلق رواندا» را عامل بروز یک کشتار احتمالی می‌دانستند و به همین دلیل، صادرات تسلیحات به دولت هوتو تبار جووینال هابیاریمانا، رئیس جمهوری وقت را موجه قلمداد می‌کردند. این تسلیحات چندی بعد برای کشتار صدها هزار توتسی به کار گرفته شد. مقام‌های وقت الیزه و به‌نحوی دولت فرانسه، در سه دهه گذشته و با تکیه بر همین استدلال، نقش این کشور در بروز بحران انسانی «بی‌سابقه» در رواندا را انکار می‌کردند.
فرانسه روز چهارشنبه هفتم آوریل2021 آرشیو اسناد مربوط به نسل‌کشی رواندا در سال ۱۹۹۴ میلادی را برای استفاده عمومی گشود. در این گزارش ۱۰۰۰ صفحه‌ای که به سفارش امانوئل ماکرون، رئیس جمهوری فرانسه تهیه شده آمده است که فرانسوا میتران، رئیس جمهوری وقت فرانسه و اطرافیانش چشمانشان را روی واقعیت رویدادهای رواندا بسته بودند.
در این گزارش آمده است: فرانسه در زمان فرانسوا میتران، رئیس جمهور وقت، "مسئولیت سنگین و طاقت فرسایی " را در قبال نسل کشی بر دوش داشته، اما در این نسل کشی همدست نبوده است.در این گزارش آمده که فرانسه نسبت به مقدمات این نسل کشی آگاهانه عمل نکرده است. فرانسوا میتران در آن زمان، با رئیس جمهور وقت از قوم هوتو، روابط نزدیکی داشت.